# Ондра Лисогірський
Ондра (Ундра) Лисогірський (Óndra Łysohorsky, справжнє ім'я Ервін Ґой, чес. Ervín Goj; 6 червня 1905, Фрідек-Містек — 19 грудня 1989, Братислава) — письменник, поет, літературний перекладач, філолог, творець ляської мови.

## Етимологія псевдоніма
Ондрашек Лисогірський (пол. Ondraszek Łysogórski) — псевдонім, також був і літературним маніфестом Ґоя, походить від легендарного розбійника Ондрашека, який промишляв в околицях Лисої Гори, про цього розбійника писали крім Ґоя та інших сілезьких авторів, Густав Морчінек. Ондрашек був Лисогірським аналогом Робіна Гуда.

## Біографія
Ервін Ґой був дев'ятою дитиною в сім'ї шахтаря Юзефа Ґоя і ткалі. Навчався в німецьких гімназіях з 1916 по 1924, а потім вивчав мовознавство, літературу та філософію (1924—1928) і став доктором філософії в Карловому університеті в Празі, там у 1928—1929 вивчав славістику. Після навчання провів 6 місяців як вчений в Італії, пізніше працював учителем у словацьких та німецьких гімназіях в Кремніце (1930), Братиславі (1931—1935 і 1937—1938) і Остраві (1935—1936), у Трнаві (1936—1937).
Свої перші літературні твори (вірші) опублікував у 1926 році (під впливом Фрідріха Гельдерліна) німецькою. У 1931 зібрав і опублікував ляські вірші та балади, одночасно систематизуючи і кодифікуючи їх мову і творячи на ній перші літературні твори.
У серпні 1939 емігрував до Польщі, а у вересні до СРСР, де став членом Союзу Радянських Письменників і університетським викладачем німецької мови, а саме у Вищій педагогічній школі в Ташкенті. У СРСР перекладено (1939—1943) на російську 4 томи його поезії.
У 1946 Ґой повернувся до Чехословаччини й оселився у Братиславі, де працював спочатку вчителем в гімназії, а потім бібліотекарем. У цей час між ним і радянською владою, які вважали його ляським партизаном і сепаратистом, виник конфлікт. Причиною цьому послужили твори Ґоя, часто критикували нову радянську владу. Конфлікт між Гоєм і чеською комуністичною партією зайшов так далеко, що всі його книги були вилучені з бібліотек, щоб взагалі стерти всяку пам'ять про нього в народі. Його навіть намагалися позбавити права працювати викладачем. Це змусило Ґоя без посередництва звернутися до Сталіна з проханням про допомогу. Тільки втручання останнього дозволило Гою залишитися викладачем і главою місцевої спілки письменників. У 60-х роках йому навіть вдалося видати в ЧССР повне зібрання своєї ляської поезії.
У 1970 був кандидатом Нобелівської премії, отримавши завдяки цьому велику популярність у всьому світу. Проте безліч його ляських творів не було опубліковано ні у Чехословаччині, ні у Польщі, і в обох країнах Ґой маловідомий.

## Твори
- «Einsicht und Aussicht: Nachfeier des Goethe-Centenariums» (1932)
- «Spjewajuco piaść» (1934)
- «Hłos hrudy» (Głos ziemi) (1935)
- «Wybrane wérše» (Wybrane wiersze)(1936), Ołomuniec (1936)
- «Lašsko poezyja 1931—1937»
- «Pesň o matěri» (1942)
- «Zemlja moja» (1942)
- «Aj lašske řéky płynu do mořa» (1958)
- «Brázdou z vesmíru» (1960)
- «Lachische Gedichte» Berlin, wydawnictwo: Volk und Welt (1960)
- «Danksagung» Lipsk, wydawnictwo: Insel (1961)
- «Jediný pohár» Praha (1964)
- «Ich reif in meiner Zeit — Gedichte» Berlin, wydawnictwo: Union (1978)
- «Lašsko poezyja 1931—1977» Kolonia, wydawnictwo: Böhlau (1988)